# Freitag der 13. (2009)
Freitag der 13. (Originaltitel: Friday the 13th) ist ein US-amerikanischer Horrorfilm aus dem Jahr 2009 von Marcus Nispel und eine Neuverfilmung der gleichnamigen Filmreihe. Weil der Film die Ereignisse der ersten vier Filme neuerzählt, kann er auch als Reboot der Reihe betrachtet werden. Neben Derek Mears in der Rolle des Jason Voorhees sind die Hauptrollen mit Jared Padalecki, Danielle Panabaker und Amanda Righetti besetzt. 
Der Film startete weltweit bis auf wenige Ausnahmen am 13. Februar 2009, einem Freitag, in den Kinos.

## Hintergrund
Dieser zwölfte Beitrag der Filmreihe erzählt die Geschichte der Hauptfigur Jason Voorhees neu. Es handelt sich um keine eigentliche Fortsetzung der Filmreihe, sondern um eine Neuinterpretation der Filmidee aus dem Jahre 1980 und ist nicht inhaltsgleich mit der ursprünglichen Version, obwohl gewisse Elemente des Originals enthalten sind; zum Beispiel wird die eigentliche Mörderin des Filmes von 1980 zu Anfang des Filmes wie auch im Original getötet.

## Handlung
Eine Gruppe von fünf jungen Leuten befindet sich auf einem Trip zum Crystal Lake. Sie sind dort auf der Suche nach einer im Wald versteckten Hanfplantage. Unter ihnen befindet sich auch Whitney, die jedoch Zweifel an der Richtigkeit des Ausflugs hat, da ihre Mutter derzeit schwer krank ist. Während sie campen, gelingt es einem aus der Gruppe, die Hanfpflanzen zu finden. Von seinem Fund kann er allerdings nicht mehr profitieren, denn er wird von dem plötzlich auftauchenden Jason umgebracht. Kurz darauf tötet dieser drei der anderen Personen ebenfalls. Nur Whitney überlebt, da sie von Jason gefangen genommen wird, weil eine gewisse äußerliche Ähnlichkeit zu seiner verstorbenen Mutter besteht.
Mehrere Wochen später begibt sich Clay, Whitneys Bruder, in die Gegend des Crystal Lake. Ihre Mutter ist inzwischen verstorben und da Whitney nicht auf der Beerdigung war, befürchtet Clay, dass ihr etwas geschehen sein muss. Die Polizei geht jedoch davon aus, dass sich die Vermissten nicht in dieser Gegend aufgehalten haben, inzwischen wird an anderen Orten gesucht. Clay sucht auf eigene Faust weiter, indem er Flugblätter mit dem Bild seiner Schwester verteilt und er hofft, dass jemand die junge Frau gesehen hat. Von Einheimischen wird er jedoch gewarnt, die Suche sein zu lassen.
Bei seiner Suche wird er von der College-Studentin Jenna unterstützt, die mit Freunden ein Wochenende am See verbringt. Keiner von ihnen ahnt etwas von der Anwesenheit Jason Voorhees’, der in der verlassenen Anlage des damaligen Camps am See seinen Unterschlupf hat und nun nach und nach Jennas Freunde tötet. Nachdem Clay und Jenna Jasons Aufenthaltsort entdeckt haben und die dort gefangene Whitney befreit haben, wird Jenna auf der Flucht von Jason getötet. Jason versucht, auch die beiden Geschwister umzubringen. Whitney rammt ihm schließlich eine Machete in die Brust und wirft Jason mit Hilfe von Clay in den See. In der letzten Szene sieht man, wie Jason wieder aus dem Wasser auftaucht und Whitney in den See ziehen will. An dieser Stelle setzt der Film aus und bleibt unklar, ob Clay und Whitney entkommen oder nicht.

## Produktionsnotizen
Bevor der Filmtitel eingeblendet wird, eröffnet der Film mit einem 24-minütigen Prolog. Jasons erster Auftritt erfolgt mit einem über den Kopf gezogenen Kissenbezug. Später findet er, nachdem der Bezug im Kampf mit seinem Opfer Donnie zerrissen worden ist, die charakteristische Eishockeymaske, auf dem Dachboden von Hanfanbauer Donnie inmitten von altem Gerümpel wie Stühlen, Fahrrad, einer Schaufensterpuppe und einem zerbrochenen Wandspiegel. Gezeigt wird zudem, warum Jason, wie auch schon in einigen der alten Teile, mit einem Bogen umgehen kann. In seinem Zimmer sind Siegerpokale von Bogenschieß-Wettbewerben zu sehen.
DVD und BD-Veröffentlichungen enthalten zwei alternative Szenen und eine zusätzliche Szene, die im Film nicht vorkommen.
Am ersten Wochenende spielte der Film in den USA 43,5 Millionen Dollar ein, weltweit erzielte er einen Gewinn von 91,3 Millionen Dollar.
Am 20. Februar 2009 bestätigte Produzent Brad Fuller, dass eine Fortsetzung bereits in Planung sei und Derek Mears erneut Jason Voorhees verkörpern werde. Für den US-Kinostart war der 13. August 2010 (Freitag) vorgesehen. Allerdings wurden diese Pläne inzwischen verworfen, wie Fuller auf Twitter bekannt machte. Seine Erklärung lautete, dass „eine Fortsetzung nicht mehr sonderlich rentabel gewesen“ wäre.
Die deutschen DVD- und BD-Versionen erschienen am 30. Juli 2009.
In den USA ist der Film auf DVD zusätzlich in einer Fassung namens Killer Cut erschienen. Diese Version läuft auf PAL umgerechnet knapp zehn Minuten länger als die Kinofassung.

## Kritiken
Auf Rotten Tomatoes bekommt der Film 26 % positive Bewertungen. In der Internet Movie Database erhält er durchschnittlich 5,5 von 10 Punkten. Die von Metacritic gesammelten Kritiken verzeichnen 34 von 100 Punkten.
Das Lexikon des internationalen Films bezeichnete den Film als eine „einfallslose, formal gänzlich indiskutable Neuauflage“, „die sich wahllos des Slasher-Mythos“ bediene.
Die Redaktion der Fernsehzeitschrift Die Prisma meint, der Film sei „weder filmisch, schauspielerisch noch inhaltlich interessant“ und biete lediglich „das übliche Fan-Futter für Blutgierige“.